# Archie Clement (cầu thủ bóng đá)
Archibald "Archie" Ernest Clement (sinh ngày 27 tháng 11 năm 1901 – 1984) là một cựu cầu thủ bóng đá thi đấu ở vị trí hậu vệ phải cho nhiều câu lạc bộ ở Football League, bao gồm Millwall, Watford, New Brighton và Southport.